# Jermon Bushrod
(en) Statistiques sur pro-football-reference
Jermon Terrell Bushrod, né le 19 août 1984 à King George en Virginie, est un sportif professionnel américain de football américain ayant évoluaé au poste d'offensive guard dans la National Football League (NFL) pendant douze saisons (2007-2018).
Sélectionné en 125e choix global lors du quatrième tour de la draft 2007 de la NFL par la franchise des Saints de La Nouvelle-Orléans, il y joue pendant six saisons (2007-2012) avant de rejoindre les Bears de Chicago (2013-2015) et les Dolphins de Miami (2016-2017). Il revient ensuite chez les Saints en 2018 pour y terminer sa carrière.
Avec les Saints, au terme de la saison 2009, il remporte le Super Bowl XLIV qu'il dispute en tant que titulaire au poste de left tackle.
Auparavant, il a joué au niveau universitaire pour les Tigers de l'université de Towson pendant cinq saisons (2002-2006) dans la NCAA Division I FCS.

## Biographie

### Jeunesse
Jermon Bushrod est né à King George dans l'État de Virginie aux États-Unis. Il fréquente le King George High School (en), où il excelle dans la pratique du football américain, du basket-ball et du baseball. En football américain, il reçoit une mention honorable de son État en évoluant au poste d'offensive tackle. En basket-ball, il remporte le championnat du comté avec les Foxes de King George.

### Carrière universitaire
Au niveau universitaire, Bushrod joue quatre saisons pour les Tigers de Towson évoluant dans la NCAA Division I FCS. Il y est d'emblée titulaire. Après sa saison redshirt en 2002 où il ne joue pas, Bushrod est sélectionné dans la troisième équipe de l'Atlantic 10 Conference à l'issue de ses années sophomore et junior. En 2006, les Tigers présentent un bilan de 7 victoires pour 4 défaites et Bushrod est sélectionné dans la première équipe de cette conférence pour le poste de left tackle.
Il termine sa carrière universitaire avec 38 matchs consécutifs en tant que titulaire.

### Carrière professionnelle

#### Saints de La Nouvelle-Orléans ( 2006-2012)
Bushrod est sélectionné en 125e choix global lors du 4e tour de la draft 2007 de la NFL par la franchise des Saints de La Nouvelle-Orléans. Le 20 juin 2007, il y signe un contrat trois ans et fait ses débuts professionnels le 11 novembre 2007 contre les Texans de Houston. Bushrod ne jouera que trois matchs pour les Saints avant la saison 2009. Néanmoins, lorsque Jammal Brown (en), titulaire au poste de left tackle, se blesse, Bushrod devient le titulaire à ce poste.
Fin de saison 2009, les Saints remportent 31 à 17 le Super Bowl XLIV joué contre les Colts d'Indianapolis, le premier Super Bowl de leur histoire.
Le 13 avril 2010, Bushrod signe une prolongation de contrat d'un an. Au terme de la saison 2011, il compte le plus grand nombre de snap soit 1 177 actions de jeu.
Le 29 juillet 2011, il signe une nouvelle prolongation de contrat de deux ans avec les Saints et est sélectionné pour le Pro Bowl au terme des saisons 2011 et 2012.

#### Bears de Chicago (2013-2015)
Le 12 mars 2013, Bushrod signe un contrat de cinq ans pour un montant de 35 millions de $ avec les Bears de Chicago. Il est libéré par la franchise le 13 février 2016.

#### Dolphins de Miami (2016-2017)
Le 10 mars 2016, Bushrod signe chez les Dolphins de Miami et débute comme titulaire au poste de right guard. Il y reste pendant toute la saison 2016 permettant à Jay Ajayi de gagner 1 278 yards à la course.
Le 10 mars 2017, il signe une prolongation de contrat. Il est titulaire lors de dix premiers matchs de 2017 mais se blesse au pied en 11e semaine. Il rate les quatre matchs suivants et est placé dans la liste des réservistes blessés le 20 décembre 2017.

#### Saints de La Nouvelle-Orléans (2018)
Le 15 mars 2018, Bushrod signe un contrat d'un an avec les Saints. Il est libéré le 8 septembre 2018 mais est resigné quatre jours plus tard,. Il débute cinq matchs au poste de left tackle en remplacement de Terron Armstead, titulaire blessé.

### Retraite
Le 29 août 2019, Bushrod annonce qu'il prend sa retraite comme joueur de la NFL.

## Trophées et récompenses
- Vainqueur du Super Bowl : XLIV ;
- Sélectionné au Pro Bowl (2011, 2012) ;
- Trophée Ed Block Courage Award (en) décerné à la suite du courage dont lui et sa famille ont fait preuve lors du décès de leur fille[13].

## Vie privée
Bushrod épouse Jessica en 2012. Il déclare qu'une des raisons de son retour chez les Saints était que son épouse était originaire de cette région. Le couple a un fils et une fille.
Le 20 octobre 2018, Ermon Buschrod annonce la mort de leur fille âgée d'une semaine. À l'époque, il était au milieu de sa 12e saison NFL et venait de disputer son deuxième match pour les Saints de La Nouvelle-Orléans. Bushrod y jouait comme left tackle en remplacement de Terron Armstead blessé. Les Saints affichaient alors un bilan provisoire de quatre victoires pour une défaite.